# Den går ikke, Granberg
 For alternative betydninger, se Granberg. (Se også artikler, som begynder med Granberg)
Den går ikke, Granberg er et  udtryk, der opstod i juli 1857, da den svenske ballonskipper Victor Granberg måtte hoppe ned på taget af Hofteatret under en mislykket ballonopstigning.